# Mrozowszczyzna
Mrozowszczyzna (biał. Марозаўшчына; ros. Морозовщина) – wieś na Białorusi, w obwodzie witebskim, w rejonie brasławskim, w sielsowiecie Achremowce.
Inna nazwa miejscowości to Morozowszczyzna.
Dawniej wieś i zaścianek.

## Historia
W czasach zaborów w gminie Brasław, w powiecie nowoaleksandrowskim, w guberni wileńskiej Imperium Rosyjskiego.
W dwudziestoleciu międzywojennym wieś i zaścianek leżał w Polsce, w województwie nowogródzkim (od 1926 w województwie wileńskim), w powiecie brasławskim, w gminie Brasław a następnie w gminie Słobódka.
Według Powszechnego Spisu Ludności z 1921 roku zamieszkiwało:
- wieś – 83 osoby, wszystkie były wyznania rzymskokatolickiego. Jednocześnie 81 mieszkańców zadeklarowało polską przynależność narodową a 2 białoruską. Było tu 13 budynków mieszkalnych[3]. W 1931 w 17 domach zamieszkiwały 102 osoby[4].
- zaścianek – 19 osób, wszystkie były wyznania rzymskokatolickiego i zadeklarowały białoruską przynależność narodową. Były tu 4 budynki mieszkalne[3]. W 1931 w 6 domach zamieszkiwało 25 osób[5].

Miejscowości należały do parafii rzymskokatolickiej w m. Belmont. Podlegały pod Sąd Grodzki w Brasławiu i Okręgowy w Wilnie; właściwy urząd pocztowy mieścił się w Brasławiu.